# Ferrovia Torino-Lione
La ferrovia Torino-Lione (o Nuova Linea Torino-Lione, abbreviato NLTL) è un'infrastruttura, ideata a partire dagli anni novanta e in fase di progettazione e realizzazione dagli inizi degli anni 2000 (dal 2005 sviluppata come parte del "Corridoio Mediterraneo" all'interno del programma di reti transeuropee TEN-T), consistente in una linea ferroviaria internazionale di 235 km, dedicata al trasporto di merci e persone fra Torino (Italia) e Lione (Francia), che affiancherebbe, con caratteristiche più avanzate, la linea esistente che transita attraverso il traforo ferroviario del Frejus.
La sua denominazione più comune, ossia quella di "TAV"  (acronimo di "Treno ad Alta Velocità"), che fa riferimento all'alta velocità ferroviaria (AV), è divenuta impropria nel tempo in quanto la massima velocità prevista per i treni dei passeggeri è di 220 km/h e quella per i treni delle merci è di 120 km/h, mentre la normativa dell'Unione europea - a partire dal 2008 - riconosce come tale solo le infrastrutture che consentono una velocità pari o superiore a 250 km/h.
Sulla base di considerazioni tecniche, socio-economiche, politiche e ambientali, si è sviluppata in Italia una forte opposizione all'opera da parte delle comunità locali e del cosiddetto movimento No TAV. In Francia critiche tecnico-economiche sono state invece avanzate soprattutto dalla Corte dei conti francese; per contro, nel giugno 2019 l'Assemblea nazionale francese ha approvato il disegno di legge sulle mobilità ("LOM"), confermando l'impegno dello Stato alla realizzazione del collegamento ferroviario merci e passeggeri internazionale Lione-Torino. Il Governo francese nel giugno 2021 si è impegnato a terminare la tratta nazionale per il 2030. Al 2024, l’apertura è prevista per il 2033.

## Storia

### Il progetto

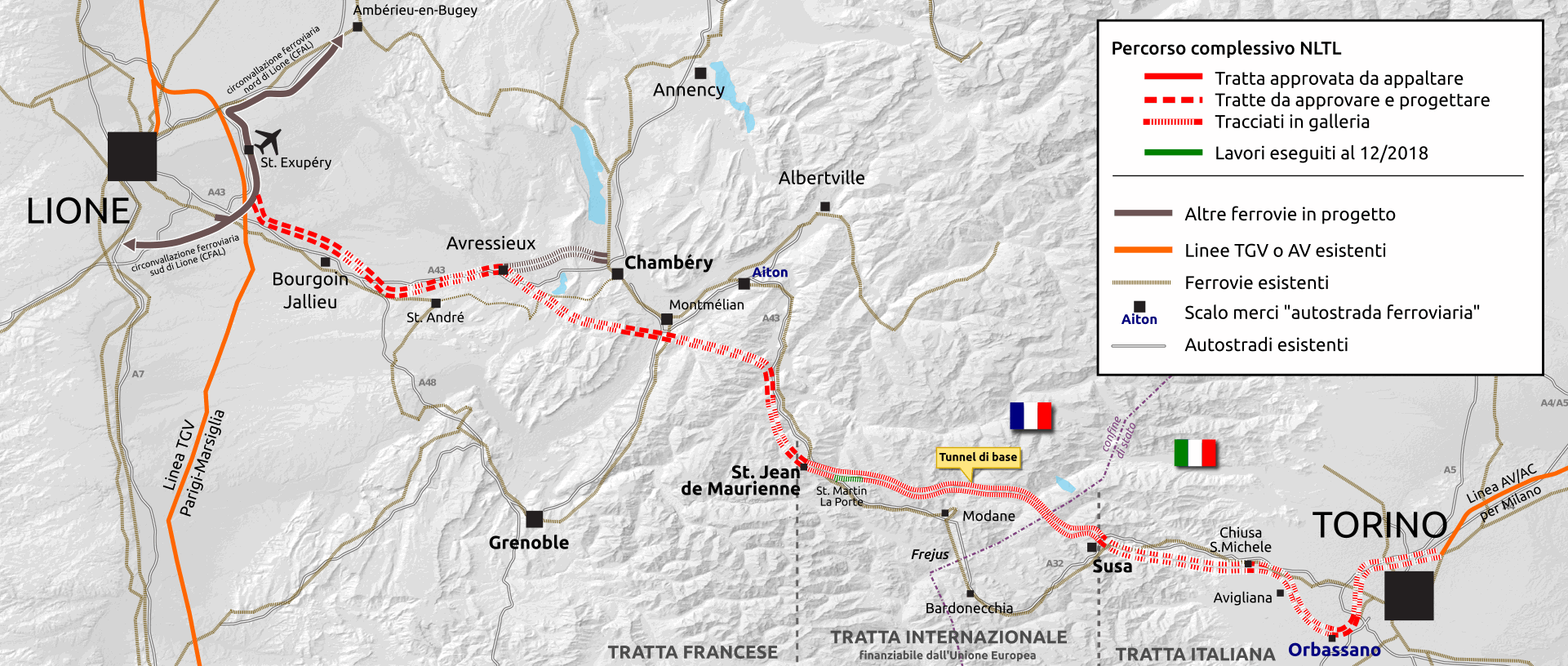
Estensione e stato di avanzamento del progetto

A seguito degli accordi del 2001 e 2012 fra il Governo italiano e quello francese, sono state individuate per l'opera tre tratte:
- una prima tratta internazionale, i cui costi saranno in parte rimborsati dall'Unione europea, costituita sostanzialmente da una nuova galleria di base a doppia canna lunga 57 km (originariamente 52 km) tra Saint-Jean-de-Maurienne e Susa/Bussoleno, che dovrebbe essere realizzata e gestita da TELT; in Saint-Jean-de-Maurienne e Susa/Bussoleno, tale prima tratta andrebbe a raccordarsi con la linea storica (bypassando così il traforo del Frejus), in attesa della realizzazione - eventuale e non necessariamente contemporanea e/o in un unico step - delle successive due tratte nazionali.
- due tratte nazionali (circa 175km complessivi), a spese dei singoli Stati e successive alla tratta internazionale, estese da un lato da Lione fino a Saint-Jean-de-Maurienne, e dall'altro da Susa/Bussoleno fino a Torino, che dovrebbero essere realizzate e gestite rispettivamente da SNCF e RFI.

Per la parte transfrontaliera del progetto, a fine 2018, su un totale previsto di 162 km, risultavano scavati circa 25 km di gallerie tecniche, di cui circa 6 km saranno poi riadattabili per farvi transitare effettivamente i treni. Costi, opportunità, ipotesi di tracciato e tempi di realizzazione delle tratte nazionali sono ancora in discussione in ambo i paesi.

### La linea esistente
La ferrovia del Frejus, raccordata in Modane con la Ferrovia Culoz-Modane e quindi con Lione, attraversa il traforo ferroviario del Frejus e la valle di Susa fino ad arrivare a Torino; la prima tratta, da Susa a Torino, fu inaugurata il 22 maggio 1854, mentre il traforo ferroviario del Frejus venne attivato nel 1871. In ragione della sua datazione, la Ferrovia del Frejus viene quindi talvolta chiamata "linea storica" per distinguerla da quella attualmente in fase di progetto.
La linea è lunga 103 km interamente elettrificata; è a doppio binario e dotata del sistema di blocco automatico a correnti codificate. Nel tratto francese, all'altezza di Montmélian, si dirama seguendo tre direttrici: a nord con la linea Chambéry-Digione, a sud con la linea Montmélian-Grenoble, ad est con il collegamento di linea Chambéry a Lione. Il punto più elevato del tracciato è a quota 1338 m, all'interno del traforo ferroviario del Frejus. Nel tratto italiano, la pendenza tra Bussoleno e Salbertrand è mediamente del 26‰ sul binario di salita e sfiora il 30‰ in quello di discesa. Sul lato francese, la pendenza è del 30‰ per circa 15 km, da Saint Michel Valloire a Fourneaux (Modane). Lungo le tratte della linea con maggior pendenza vengono gestiti treni fino a 1150 tonnellate in doppia trazione e fino a 1600 in tripla; a titolo di paragone la vecchia ferrovia del Gottardo (in Svizzera) consentiva transiti in trazione multipla fino a 2000 tonnellate.
Il traffico si mantenne in costante aumento fino all'apertura del Traforo stradale del Frejus nel 1980 (di cui la seconda canna entrerà in esercizio nel 2019), successivamente fu in leggera decrescita fino a metà degli anni novanta, per poi raggiungere l'apice nel 1999 (poco meno di 9,5 mln/ton complessive). Seguì un netto calo con l'avvio dei lavori di adeguamento nel 2001. Nel 2013, a due anni dalla conclusione dei lavori, sono state trasportate 3244800 t di merce (2011500 t di trasporto convenzionale, 1097400 t di combinato non accompagnato, 135900 t di combinato accompagnato), quindi poco meno della metà del traffico merci nel 1990.
Per quanto riguarda la sicurezza della principale galleria della linea, il traforo ferroviario del Frejus (originariamente noto in francese anche come Tunnel ferroviaire du Mont-Cenis), è una singola galleria lunga circa 14 km e presenta quindi gravi rischi nel caso di incidenti che coinvolgano un treno passeggeri e uno che trasporti sostanze pericolose. Il problema principale è attualmente quello dell'insufficienza dell'interasse, difforme dalla normativa vigente (di emanazione successiva ai rapporti COWI citati nella fonte), aggravato dalla mancanza di uscite di sicurezza.

#### Lavori di adeguamento della linea esistente

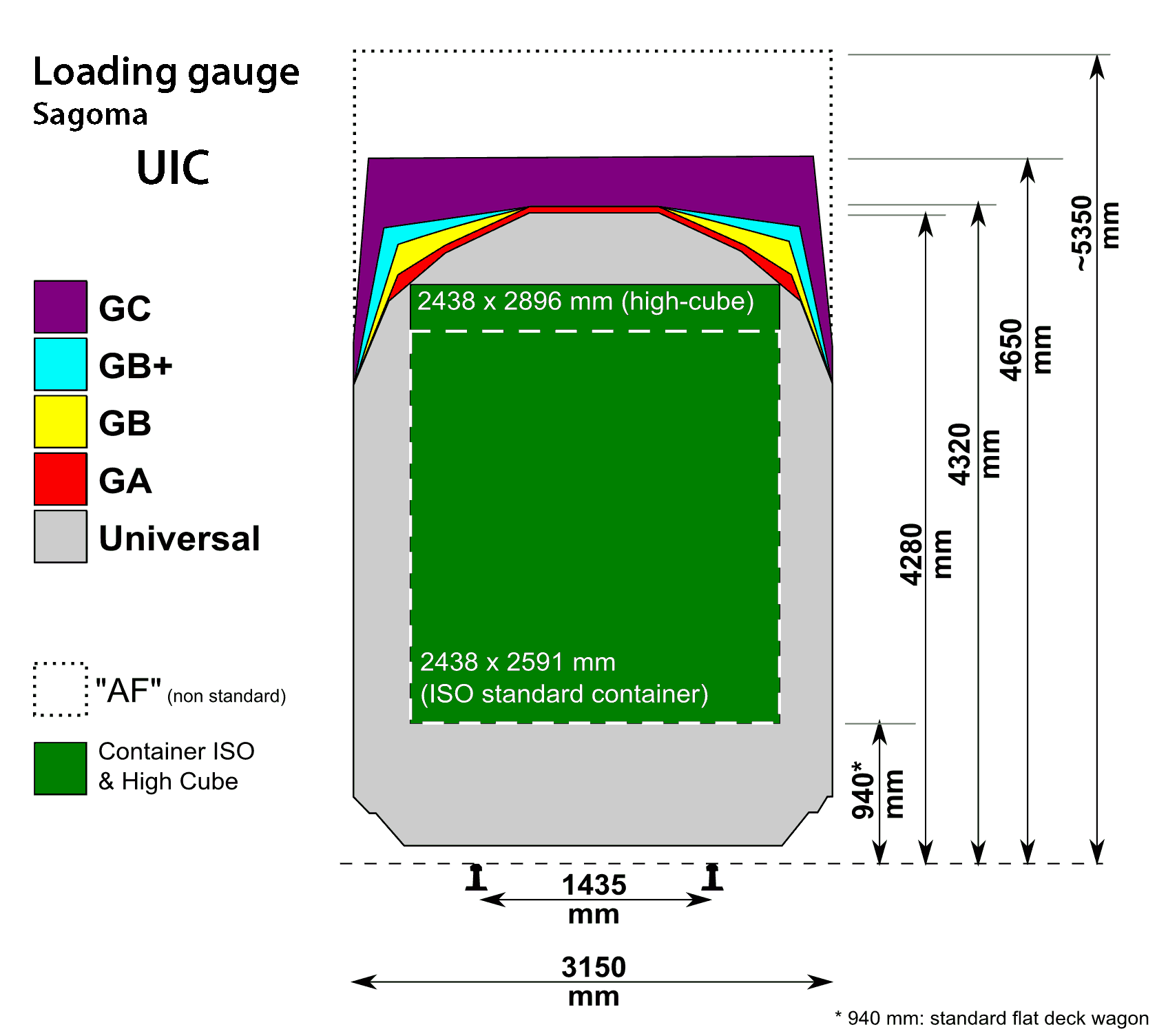
Il traforo ferroviario del Frejus consente il transito della sagoma GB1 (in passato chiamata Gabarit "B+")

Fra il 2003 ed il 2011 vennero eseguiti lavori di adeguamento del tunnel della linea storica. Pur non risolvendo alcune criticità descritte dal rapporto COWI 2006 (in particolare di carattere idrogeologico e ambientale), né la riduzione delle pendenze, detti interventi hanno permesso l'adeguamento alla sagoma PC 45 che consente carichi alti fino a 3,750 metri. Profili eccedenti, con carico fino a 4 metri, sono tuttavia consentiti agli autoarticolati che utilizzano l’Autostrada ferroviaria alpina, servita sulla relazione Orbassano-Aiton da carri ribassati Modalohr (con piano di carico a 22 cm su quello del ferro).
I lavori hanno inoltre portato a un aumento di capacità della linea (che nel 2007 si stimava di 250 tracce teoriche al giorno, ridotte a 226, per via delle ore di pausa del servizio necessarie alla manutenzione ordinaria). A seguito dell'applicazione di nuove norme sulla sicurezza e di altre restrizioni - principalmente causate dai lavori al risparmio fatti nel tratto francese del traforo - nel 2018 la capacità teorica è stata però consistentemente abbassata e definita da RFI in «94 treni al giorno, ivi compresi merci, viaggiatori ed eventuali invii di locomotive isolate»; inoltre, fino a quando perdurerà il divieto d'incrocio nel tunnel - introdotto temporaneamente per ragioni di sicurezza - la capacità reale risulta ulteriormente ridotta potendo transitare da 42 a un massimo di 62 treni al giorno (il secondo caso quando sia ammessa «la compresenza di due treni in galleria procedenti nello stesso senso»).

### Origini del progetto e primo accordo italo-francese (1990-2001)
Per superare i limiti della linea storica, diverse proposte di un nuovo tunnel furono illustrate da tecnici italiani tra il 1910 e il 1974. Tuttavia i Governi italiano e francese dimostreranno interesse per la realizzazione di una nuova linea e del tunnel di base soltanto a partire dal 1990, quando la SNCF pubblicò una nota sul nuovo collegamento e il presidente Mitterrand ne auspicò la realizzazione. Seguirono diversi vertici governativi italo-francesi, ma a dare il maggiore impulso all'iniziativa fu il Consiglio europeo di Essen del 1994 che iscriveva la nuova linea Torino-Lione tra i 14 progetti prioritari nel settore dei trasporti.
Nello stesso anno, le Ferrovie dello Stato Italiane e SNCF davano vita alla società Geie Alpetunnel, incaricata degli studi preliminari. Nel 1996 Italia e Francia attribuirono a una Conferenza intergovernativa (CIG) la responsabilità di sovrintendere al progetto della "tratta internazionale Montmélian-Torino nell'ambito della linea ferroviaria ad alta velocità Lione-Torino". Dopo un triennio di studi di fattibilità, il 29 gennaio 2001 fu sottoscritto il trattato italo-francese per la realizzazione della nuova linea. I Governi, persuasi di un'ulteriore crescita dei traffici, si impegnarono a ultimare le opere della parte comune italo-francese prima di un'ipotizzata saturazione della linea storica. L'articolazione della sezione internazionale della linea, oggetto dell'accordo, era così definita:
1. parte francese tra Montmélian e Saint-Jean-de-Maurienne;
2. parte comune italo-francese, tra Saint-Jean-de-Maurienne e Bussoleno;
3. parte italiana, tra Bussoleno e Torino.

### LTF e il primo progetto (2001-2005)
Ad Alpetunnel subentrò a ottobre 2001 LTF incaricata di realizzare gli studi e i lavori di ricognizione per la parte comune italo-francese e la progettazione preliminare dell'opera.
La parte più impegnativa dei lavori ricognitivi, cofinanziati al 50% dall'UE, consisteva nello scavo di quattro tunnel esplorativi che dopo aver consentito la conoscenza particolareggiata della zona, necessaria alla progettazione del tunnel di base, avrebbero adempiuto alla funzione di discenderie in fase di cantiere e sarebbero stati utili a ventilazione, manutenzione e sicurezza in fase di esercizio. 
In Francia LTF avviò nel 2002 lo scavo del tunnel di Villarodin-Bourget-Modane (4000 m), nel 2003 quello di Saint Martin la Porte (2400 m), nel 2005 quello di La Praz (2480 m). Acquisiti gli esiti dei lavori ricognitivi e conclusa l'inchiesta pubblica, la dichiarazione di pubblica utilità del lato francese della tratta internazionale venne pubblicata il 7 dicembre 2007. Nel 2003 LTF rese noti i progetti preliminari con previsione di un tunnel geognostico a Venaus, sito che suscitò particolare preoccupazione nella comunità locale per la natura amiantifera dei sedimenti rocciosi del luogo; ai timori suscitati dal progetto di LTF si aggiunsero quelli legati al progetto di RFI per la tratta nazionale estesa fino a Settimo Torinese in quanto, dopo Bruzolo, era previsto in direzione di Torino un tunnel di attraversamento del monte Musinè, ricco di minerali amiantiferi. Essendo il tracciato a nord di Torino si sarebbe dovuta innestare su di esso la cosiddetta "gronda" nella direzione sud, per il collegamento sotterraneo della linea al terminal merci di Orbassano. Tuttavia i sondaggi nella zona di Venaus e sulla sponda sinistra saranno sospesi nel 2005 a seguito di forti proteste popolari e non più ripresi.

### Il crescere dell'opposizione e il rapporto COWI (2005-2006)
Il tentativo del Governo italiano di avviare il cantiere di Venaus ebbe l'effetto di rafforzare l'opposizione e il movimento No Tav che, dopo diverse azioni di protesta, l'8 dicembre 2005 manifestò con 30.000 partecipanti irrompendo nell'area di cantiere, smantellandola. Il Governo fu così costretto a sospendere il proseguimento dei lavori e a valutare nuove strategie.
Loyola de Palacio, coordinatrice europea del progetto prioritario 6, riferì alla Commissione europea che «l'assenza di una chiara comunicazione, sia sulla natura stessa del progetto sia sulle attività svolte da LTF, costituisce uno dei principali fattori che permettono di spiegare l'opposizione da parte italiana». La Commissione accolse la sua proposta «di utilizzare una consulenza indipendente per valutare la coerenza e l'affidabilità dei risultati degli studi condotti da LTF sulla base delle principali critiche espresse dagli oppositori» onde «attenuare le tensioni e incomprensioni che circondano il progetto e tornare a un dialogo costruttivo». La società incaricata di ciò, la COWI, consegnò quindi un rapporto finale nell'aprile 2006 esprimendo una valutazione sostanzialmente positiva degli studi svolti da LTF su questioni relative a salute e protezione dell'ambiente. In un suo secondo rapporto, la COWI riconobbe la necessità di «optare risolutamente per uno sviluppo sostenibile nelle Alpi e lanciare da subito la costruzione del nuovo collegamento ferroviario transalpino per far fronte alla saturazione della linea storica e degli assi stradali e favorire il trasferimento modale dalla strada alla rotaia».

### Istituzione dell'Osservatorio (2006-2008)
Il 1º marzo 2006 il Governo italiano istituì l'Osservatorio Torino-Lione, composto dai «rappresentanti della Presidenza del Consiglio, dei Dicasteri della Salute, dell'Ambiente e delle Politiche comunitarie e dagli esperti designati dagli enti territoriali interessati», con funzione di «luogo del confronto per tutti gli approfondimenti di carattere ambientale, sanitario ed economico» e con la «precisa finalità di esaminare, valutare e rispondere alle preoccupazioni espresse dalle popolazioni della Valle di Susa». In premessa si diceva che i lavori di scavo della galleria di Venaus sarebbero potuti cominciare soltanto al termine di procedura straordinaria di valutazione di impatto ambientale «e dopo che l'Osservatorio avrà presentato la relazione conclusiva». Venne nominato presidente dell'Osservatorio Mario Virano che il 16 agosto assunse anche la carica di Commissario governativo.
I lavori dell'Osservatorio seguirono quattro direttrici d'indagine: 1) potenziale di transito della linea storica; 2) traffico merci sull'arco alpino; 3) nodo ferroviario di Torino; 4) alternative di tracciato. L'attività svolta è riepilogata in nove Quaderni pubblicati tra il maggio 2007 e l'aprile 2012 e contenenti atti dei lavori, studi, materiali di documentazione. Presentando il Quaderno n. 7, Virano traeva un bilancio dell'attività svolta ricordando che in 70 settimane di lavoro si erano svolte circa 300 audizioni di esperti, un quinto dei quali internazionali. Da parte governativa si attendeva dall'Osservatorio la formulazione di un documento finale da allegare alla richiesta in scadenza del cofinanziamento UE (quadro finanziario 2007-2013) senza il quale il progetto sarebbe rimasto congelato per l'intero settennio. Il 29 giugno 2008 era sottoscritto il cosiddetto «accordo di Pra Catinat» in cui l'Osservatorio compendiava i risultati raggiunti e richiedeva una nuova progettazione della parte internazionale su suolo italiano e della parte nazionale. Nel contempo i rappresentanti dei Comuni allegavano alla domanda una proposta operativa intitolata FARE (Ferrovie Alpine Ragionevoli ed Efficienti) che prevedeva un progetto per fasi, a partire dalla realizzazione della gronda di Torino per giungere al tunnel di base soltanto nel caso in cui si fosse verificata una saturazione della linea. Fermamente contrario a entrambi i documenti fu il movimento No Tav. Un forte deterioramento dei rapporti tra Osservatorio e Comuni si registrò quando venne reso noto che la richiesta di finanziamento conteneva un'ipotesi di tracciato non esaminata congiuntamente. Il 5 dicembre la UE approvò lo stanziamento di 671.800.000 € per studi e lavori di parte italiana della tratta internazionale.

### Il nuovo progetto della parte italiana (2008-2011)
L'aspetto più rilevante del nuovo progetto è lo spostamento del tracciato sulla riva destra della Dora, con rinuncia ai tunnel di Bussoleno e del Musinè. Il tracciato della parte comune del collegamento internazionale Torino-Lione ha un'estensione di circa 84 km, di cui 35,3 km in territorio italiano. Il progetto preliminare di LTF prevedeva per la parte internazionale che il tunnel di base, ora lungo 57 km, sboccasse a Susa. Una successiva tratta di 2,8 km a cielo aperto avrebbe attraversato la Dora immettendosi in un nuovo tunnel, detto dell'Orsiera, lungo 19,2 km; sarebbero poi seguiti 1,1 km di linea all'aperto in Piana delle Chiuse.
Il progetto preliminare e lo studio di impatto ambientale della parte italiana, lunga 46,7 km, furono pubblicati da RFI il 28 marzo 2011. La tratta comportava, da Chiusa di San Michele a Settimo Torinese, 38,6 km di gallerie (20,5 km del Tunnel Sant'Antonio, 18,1 km della Gronda Merci) e 8,1 km di linea in superficie (di cui 6,3 km a Orbassano, Grugliasco, San Paolo e 1,8 km a Settimo Torinese). Il nuovo tracciato attraversa l'interporto di Orbassano, per il quale era previsto il potenziamento. La linea sotterranea avrebbe dovuto consentire il transito dei treni merci in direzione Milano, alleggerendo il traffico del passante e consentendo il transito di merci pericolose vietato nel nuovo passante dalla normativa sulla sicurezza. Non essendo più prevista negli ultimi progetti low cost, si costituisce di fatto una strozzatura nel corridoio transeuropeo ad alta capacità ed inoltre le merci pericolose continueranno, come oggi, a utilizzare la vecchia e più lunga linea Torino-Alessandria per procedere poi in direzione Novara e Milano.

### Proposte di revisione (2012-2016)
Riguardo alla parte italiana della tratta internazionale, la realizzazione del tunnel dell'Orsiera venne differita a dopo il 2035, con ricorso alternativo all'interconnessione di Bussoleno con la linea storica potenziata. L'ipotesi è che la nuova tratta in bassa valle possa essere realizzata "solo in una seconda fase, qualora le dinamiche del traffico dovessero evidenziarne l'effettiva necessità". Riguardo alla tratta nazionale, si decise di differire la realizzazione della Gronda di corso Marche. In alternativa, l'Osservatorio e il nuovo commissario governativo Paolo Foietta proposero il potenziamento, con adeguamento di sagoma, della linea Torino-Alessandria; sulla quale era già stato convogliato il transito delle merci pericolose. L'iter approvativo del progetto preliminare, già sospeso in attesa della conclusione dell'accordo italo-francese, è ancora in corso. Il progetto attende le ultime definizioni relativamente alla tratta tra S. Ambrogio e Orbassano con tunnel di Sant'Antonio (8 km), galleria artificiale di Rivalta, "duna" di Orbassano (4,9 km), interventi sul nodo torinese e integrazione con la linea SFM5.

### Secondo accordo italo-francese (2012-2017)
Come venne stabilito dall'accordo del 2001, a conclusione della fase ricognitiva-progettuale dell'opera si è reso necessario un nuovo accordo concernente la fase operativa di realizzazione della sezione transfrontaliera. A LTF subentra TELT, promotore pubblico partecipato al 50% da Italia e Francia, con responsabilità di realizzazione del tunnel di base e del successivo esercizio dell'infrastruttura.
Il documento, sottoscritto dai due governi il 30 gennaio 2012, si svolge in 28 articoli e definisce diritto applicabile, struttura e funzioni del promotore pubblico, modalità degli appalti, ripartizione dei costi, misure di accompagnamento. In allegato linee d'indirizzo per un più ottimale utilizzo della linea storica prima della conclusione dei lavori.
Il 24 febbraio 2016 l'accordo è stato integrato da un protocollo addizionale che recepisce l'avvenuta certificazione dei costi, stabilisce la realizzazione per lotti costruttivi e perfeziona il regolamento dei contratti con impegno di adozione di regole antimafia applicabili anche nei cantieri francesi. 
Dopo questo ultimo passo il nuovo promotore pubblico può predisporre i capitolati e a partire dalla seconda metà del 2017 bandire le gare d'appalto.

### Tratta nazionale francese
Dal 1994 ci fu tra lo Stato francese, gli enti locali, la SNCF e altri soggetti terzi, un confronto su varie ipotesi progettuali. Nel 2011 il progetto, comprendente complessivi 140 km di nuove linee, venne ridefinito in tre fasi successive: 
1. realizzazione di una linea mista persone/merci tra Chambéry e Lione di circa 78 km con tunnel sotto i massicci di Dullin e l'Épine;
2. realizzazione di una linea merci a grande sagoma tra Avressieux e Saint Jean de Maurienne con tre tunnel a canna unica sotto i massicci di Chartreuse, Belledonne e Glandon per una lunghezza di 62 km di cui 53 in tunnel;
3. raddoppio delle canne e altri interventi.

Relativamente alle prime due fasi la dichiarazione di pubblica utilità venne resa al termine della enquête publique , ovvero una procedura di informazione e consultazione dei cittadini, il 23 agosto 2013. Il costo stimato era di 7,7 mld.
Nel 2013, la commissione governativa Mobilité 21, a cui era stato richiesto di formulare l'ordine di priorità temporale delle opere francesi, propose un differimento dei lavori a dopo l'attivazione della tratta transfrontaliera, salvo diverse indicazioni conseguenti a verifiche quinquennali dello stato d'urgenza. Tuttavia alle indicazioni della commissione non seguirono determinazioni governative.
Nel 2017 la Francia assunse l'impegno di emanare una legge quadro sulla mobilità (LOM), che avrebbe dovuto riconsiderare anche lo stato di necessità e le priorità di realizzazione delle molte infrastrutture di trasporto in progetto in Francia. A tal fine si svolsero consultazioni preparatorie denominate Assises nationales de la mobilité e fu istituito il Conseil d'orientation des infrastructures (COI) con il mandato di formulare pareri e proposte.
Al COI venne inoltrata da parte dei 15 parlamentari di Savoia e Alta Savoia e dall'agglomerazione Grand Chambéry la proposta di abbandonare il precedente progetto di una nuova linea mista tra Chambéry e Grenay per realizzare in alternativa un collegamento con tunnel sotto il massiccio della Chartreuse. Per contro, il rapporto COI, pubblicato nel febbraio 2018, suggerì la realizzazione del CFAL di Lione nonché un potenziamento della linea di adduzione nord al nuovo tunnel (linea di Digione). Relativamente agli altri accessi, il COI non ne disconobbe l'utilità, ma ritenne "poco probabile che, prima di dieci anni, ci sia materia per ulteriori studi su questi lavori, che nella migliore delle ipotesi saranno intrapresi dopo il 2038".
Nel corso della discussione del disegno di legge sulle mobilità, il testo è stato integrato da un punto specifico riguardante il collegamento Torino-Lione con riconferma dell'impegno per la sua realizzazione e con la precisazione che "in conformità con gli accordi e i trattati internazionali (Convenzione delle Alpi del 1991, trattati franco-italiani del 2001, 2012 e 2015) il collegamento è considerato nel suo complesso, ovvero il tunnel transfrontaliero fruibile dal 2030 e le tratte di accesso all'opera". Circa queste ultime la legge esprime l'impegno a definirne entro il 2023 le fasi di realizzazione in accordo con gli attori locali e l'Italia nonché a richiedere un coinvolgimento europeo.
Alle richieste formulate dai promotori dell'emendamento ha ottemperato una decisione ministeriale che impegna SNCF a definire gli investimenti necessari per la realizzazione delle vie di accesso, sia che si tratti della modernizzazione della rete esistente sia che si tratti della creazione di nuove linee. Contemporaneamente è stato istituito un Comité de pilotage a presidenza prefettizia incaricato della valutazione delle proposte e della sostenibilità finanziaria del programma. L'11 dicembre 2020, SNCF ha formulato 5 diverse ipotesi progettuali con relative stime dei costi. Nelle sedute del comitato di pilotaggio l’attenzione si è concentrata su tre di essi, compatibili con la dichiarazione d’utilità del 2013. Nel dicembre 2024 la scelta del Governo dello scenario di realizzazione della prima fase degli accessi è caduta sul tunnel sotto il massiccio della Chartreuse e Belledonne, anziché attraverso le valli; tale scenario è il più veloce ma anche il più costoso, e prevede una capacità di trasporto merci fino a 28 milioni di tonnellate all'anno.

### Ultima fase progettuale italiana: la nuova cantierizzazione (2017)
La delibera CIPE del 2015, autorizzante la progettazione esecutiva dei lavori della tratta internazionale, lato italiano, prescriveva lo studio di "una localizzazione alternativa dei cantieri in funzione delle esigenze di sicurezza delle persone e nel rispetto delle esigenze operative dei lavori" richiedendo inoltre di quantificare i costi di “qualificazione dei suddetti cantieri quali siti di interesse strategico. Ciò per evitare i costi di presidio di un secondo cantiere, stante il perdurare di azioni di disturbo da parte degli oppositori.
Ne è seguita la decisione di localizzare a Chiomonte, anziché a Susa, il cantiere di scavo del tunnel di base, potenziando il preesistente. Ma visto che il luogo non è direttamente collegabile alla ferrovia, il progetto contempla la realizzazione di una rampa di accesso all'autostrada per il trasporto su camion dei materiali di scavo nell'area di Salbertrand. Qui si prevede la trasformazione del 60% del materiale in rivestimenti di calcestruzzo per il tunnel di base, mentre la rimanenza dovrebbe essere trasferita su rotaia in altri siti di conferimento. È inoltre prevista a Chiomonte la realizzazione di una nuova discenderia, perpendicolare all'asse del tunnel di base, a sostituzione del già previsto pozzo di ventilazione di Val Clarea. Nel tunnel geognostico è a progetto la realizzazione di nicchie per lo stoccaggio dei detriti contenenti minerali amiantiferi.

### Il cambio di rotta governativo: pausa e ripresa del progetto (2018-2019)
|  |  | Unknown route-map component "STR+l" |

|  |  | Station on track |

|  | Unknown route-map component "exCONTg" | Straight track |

|  | Unknown route-map component "xKRZo" | Unknown route-map component "xABZgr" |

|  | Unknown route-map component "exKRWg+l" | Unknown route-map component "exKRWr" |

| Unknown route-map component "exHST" |

|  | Unknown route-map component "exSTR" | Unknown route-map component "STR+l" |

|  | Unknown route-map component "exABZgl" | Unknown route-map component "eABZgr+r" |

|  | Unknown route-map component "extSTRa" | Station on track |

|  | Unknown route-map component "extSTRe" | Unknown route-map component "LSTR" |

| Unknown route-map component "exKRW+l" | Unknown route-map component "exKRWgr" | Unknown route-map component "LSTR" |

| Unknown route-map component "xKRZ+xlr" | Unknown route-map component "eABZql" | Unknown route-map component "ABHFgr+r" |

| Unknown route-map component "extSTR2a" | Unknown route-map component "extSTRc3" | Unknown route-map component "LSTR" |

| Unknown route-map component "extSTRc1" | Unknown route-map component "extSTR+4e" | Unknown route-map component "LSTR" |

|  | Unknown route-map component "xKRWg+l" | Unknown route-map component "KRWr" |

| Station on track |

| Unknown route-map component "xABZgl" |

| Unknown route-map component "extSTRa" |

| Unknown route-map component "extSTR" |

| Unknown route-map component "xtZOLL" |

| Unknown route-map component "extSTRe" |

| Unknown route-map component "xABZg+r" |

| Straight track |

Il 1º giugno 2018, a seguito delle elezioni politiche, s'insediava il Governo presieduto da Giuseppe Conte nel cui "contratto di governo" si ribadiva l'impegno a ridiscutere integralmente il progetto. Tale indicazione si concretizzava in una sospensione della pubblicazione dei bandi onde consentire una Analisi Costi Benefici a cura di soggetti terzi e non degli stessi promotori dell'opera come quella del 2011 al fine di verificare i costi previsti e l'utilità del progetto.
La commissione incaricata dell'Analisi costi e benefici dal ministro, presieduta dall'economista dei trasporti Marco Ponti, ha consegnato la relazione finale l'11 febbraio 2019. Contestualmente, una relazione tecnico-giuridica dell'Avvocatura di Stato ha definito i costi fino a quel momento sostenuti per la realizzazione del progetto e gli scenari ipotizzabili in caso di recesso da parte italiana. A differenza dall’analisi del 2011, il bilancio della nuova risulta fortemente sfavorevole, con un saldo negativo di 7,8 miliardi (a costo completo 8,7). 

Il documento è stato immediatamente notificato alle autorità francesi e UE, da cui non sono immediatamente pervenute repliche ufficiali.
L’analisi non è stata condivisa da un sesto membro della commissione, che ha prodotto una propria relazione, e da diversi esponenti del mondo accademico, che ne hanno criticato soprattutto le scelte metodologiche.
Non essendo seguite all’analisi determinazioni governative immediate (anche per la forte divergenza di valutazioni tra le due forze di Governo) un ulteriore protrarsi della pausa avrebbe determinato la perdita dei contributi europei programmati. Se non che, dopo un'interlocuzione con il Governo, l’11 marzo il consiglio di TELT ha deciso "all’unanimità di dare corso alle procedure di gara relative ai lavori in Francia per il tunnel di base, per un importo stimato di 2,3 miliardi di euro, tenendo conto delle indicazioni ricevute dai due Stati". A seguito di richiesta italiana TELT "conferma che gli avvisi di avvio delle gare contengono l'esplicitazione della facoltà di interrompere senza obblighi e oneri la procedura in ogni sua fase". 
La pausa non coinvolgeva tuttavia i lavori geognostici in corso sul lato francese e gare per appalti minori..
Il 23 luglio una dichiarazione pubblica del Presidente del Consiglio ha posto termine al periodo di sospensione. Dopo aver premesso che l’impatto finanziario è mutato per la disponibilità della Commissione europea a incrementare il contributo e che un’interlocuzione in corso con la Francia potrebbe condurre a una revisione del riparto delle quote, Giuseppe Conte ha affermato: "Alla luce di questi nuovi finanziamenti comunitari non realizzare il TAV costerebbe molto più che completarlo. […] Questa è la posizione del Governo ferma restando la piena sovranità del Parlamento". Il Senato ha espresso un parere il successivo 7 agosto approvando quattro mozioni favorevoli al progetto e respingendone una quinta, contraria.
Nel settembre 2019 è stata completata, dopo tre anni di scavo, una galleria geognostica di 9 km, nell'asse e del diametro di una delle due canne del futuro tunnel di base, che dalla discenderia di Saint-Martin-La-Porte raggiunge quella di La Praz..

### Avanzamento del progetto dal 2020 in poi
A causa di ritardi dovuti al precedente blocco politico, all'epidemia di COVID-19 e probabilmente a una sottovalutazione dei tempi procedurali da parte di Telt (che aveva dichiarato più volte imminente la conclusione delle gare), l’appalto dei lavori maggiori non si è svolto nei tempi previsti dal Grant Agreement 2015. Tuttavia, in relazione alla natura di questi ritardi, l’UE ha concesso una proroga al 2022 delle scadenze dei finanziamenti.
Nel 2020 sono stati aggiudicati o eseguiti lavori minori sia sul lato francese che su quello italiano. 
L’appalto dei lavori del tunnel di base sul lato francese è stato aggiudicato da Telt, il 7 luglio 2021, a tre raggruppamenti internazionali d’imprese. Si tratta dei lotti 1 (22 km tra Modane e l’Italia), 2 (23 km tra Saint-Martin-la-Porte e Modane), 3 (tratta tra il portale di ingresso a Saint-Julien-Montdenis e Saint-Martin-la-Porte) del rispettivo valore di 1,47 miliardi, 1,43 miliardi, 228 milioni. I tempi di lavoro previsti sono rispettivamente di 72, 65, 70 mesi e gli scavi su quest'ultimo, il lotto 3, sono iniziati l'8 dicembre 2022.
L’appalto dei lavori del tunnel di base sul lato italiano è stato aggiudicato da Telt nell'agosto 2023. Si è completata in questo modo l'assegnazione di tutti i lavori per la realizzazione dei 57,5 km del tunnel ferroviario sotto le Alpi cofinanziato da Europa, Francia e Italia.

## Aspetti tecnici

### La NLTL nel contesto europeo
Nel 2004 la NLTL fu inglobata nel Progetto prioritario europeo n. 6 inizialmente asse ferroviario Lione-frontiera ucraina denominato "corridoio 5". A sua volta questo tracciato era concepito come parte di un corridoio più esteso, "paneuropeo", che nelle ipotesi formulate alle conferenze di Creta (1994) e di Helsinki (1997) si estendeva fino a Kiev. Successivamente la politica comunitaria si limitò a definire corridoi "transeuropei", inquadrati nella Trans-European Network-Trasporti (TEN-T). Così, il corridoio inglobante la NLTL risulterà esteso da Lisbona al confine ucraino. Il prolungamento verso il Portogallo doveva essere utile al trasporto veloce viaggiatori, al quale l'UE attribuiva a quel tempo un'attenzione privilegiata; tuttavia i lavori di realizzazione della linea AV Madrid-Lisbona furono abbandonati nel 2012 in seguito alle direttive di austerità imposte al Portogallo da UE e FMI. Nel ridisegno 2011 della Ten-T il Portogallo è stato collegato al corridoio 7, "Atlantico" mentre il vecchio corridoio 5 è stato trasformato nel corridoio "Mediterraneo", n. 3, esteso dall'estremo sud della Spagna al confine ucraino. La sezione iberica del corridoio utilizza per il trasporto passeggeri la linea AV Barcellona-Madrid-Siviglia e per il trasporto merci la linea litoranea, di cui è in corso l'adeguamento ai parametri della Ten-T, fino al porto commerciale di Algeciras.
Il ridisegno della Ten-T, che attribuisce particolare rilevanza al trasporto merci, precedeva l'istituzione della rete ferroviaria centrale, articolata in 9 corridoi interoperabili e interconnessi, utile a servire le molteplici rotte di traffico. 
La "rete centrale" (core), distinta da quella "globale" (comprehensive), comprende linee AV per il trasporto passeggeri e linee convenzionali riadattate per il trasporto di persone e/o di merci in conformità a parametri di prestazione (velocità, capacità di traino, profili) e specifiche tecniche di interoperabilità comuni.

### Specifiche tecniche d'interoperabilità e di sicurezza
Per facilitare il trasporto su rotaia l'UE promuove l'adeguamento delle linee alle caratteristiche del nuovo sistema ferroviario comunitario e in particolare della rete centrale che richiede a tutte le sue articolazioni medesime specifiche tecniche (per esempio: sagoma, carico assiale, velocità della linea e lunghezza del treno), perché un treno possa circolare senza incontrare tratte incompatibili con gli standard di prestazione comuni.
Per quanto riguarda NLTL il tunnel di base è considerato il principale collegamento mancante per il miglioramento del collegamento tra l'Europa sud occidentale e quella centrale/orientale. La sua costruzione permetterebbe il transito di treni con massa trainabile fino a 2000 t, lunghezza fino a 750 m e sagoma limite P/C 80 anziché P/C 45 (questo consentirebbe di caricare camion e semirimorchi di altezza fino a 4,2 m), considerati dagli operatori di settore necessari per adeguarsi agli standard europei e per rendere competitiva l'intermodalità.
Alle nuove specifiche tecniche e agli standard di prestazione europei sono già adeguati i tunnel di base transalpini svizzeri (Lötschberg, Gottardo, Ceneri) e i progetti dei tunnel in corso di realizzazione in Austria (Brennero, Semmering, Koralm).

### Flussi di traffico

Traffico ferroviario merci al tunnel del Frejus 1950-2010 e confronto con previsioni LTF e BBT

La principale critica mossa a LTF dagli oppositori riguardava le previsioni molto ottimistiche di crescita degli scambi. Infatti ancora nell'analisi costi e benefici prodotta nel 2012 si ipotizzava una crescita del volume delle merci su strada e rotaia ai valichi del Fréjus e del Bianco dai 28,5 mln/tonn del 2004 ai 97 nel 2053 (110 realizzando il tunnel di base). Conseguenza di una tale lievitazione sarebbe stata la saturazione della vecchia linea ferroviaria e in tempi successivi persino della nuova.
Nei fatti, ancora prima dell'aggravarsi della recessione economica, il volume dei transiti di merci sull'intero arco alpino occidentale, da Ventimiglia al Bianco, è sceso dai 50,8 mln/tonn del 2001 ai 38,1 del 2009, risaliti a 42,4 nel 2016. Ancora più fallaci le previsioni di un aumento del traffico ferroviario del Frejus che invece precipitava dagli 11 mln/tonn del 1997 ai 2,9 del 2016. Nel 2018 il transito di mezzi pesanti nei due sensi è di circa 2100 al giorno al Frejus.
La mancata ripresa del trasporto ferroviario, supportato in misura poco rilevante dal servizio dell'Autostrada ferroviaria alpina (AFA), ha comportato un’ulteriore crescita dei transiti stradali che nel 2019 hanno superato per la prima volta i tre milioni di TIR. In termini di paragone, nel 2019 la movimentazione di merci tra Italia e Francia è stata di 45,8 mln/tonn; verso l'Austria, sull'asse del Brennero, di 53,7; verso la Svizzera di 37,7; mentre la percentuale di trasporto su rotaia è stata sulle tre direttrici rispettivamente del 7,8%, 25,6%, 70,6%.

### Costi e benefici
Precedentemente alla riduzione dei costi d’investimento totale e al fasaggio del progetto, intervenuti nel 2011, la stima del costo globale della NLTL era di 24,7 miliardi, inclusivi dei costi di realizzazione della tratta nazionale francese (9,8 mld), della tratta comune (10,5 mld), della tratta nazionale italiana (4,4 mld).
Relativamente alla sezione internazionale, da Saint Jean de Maurienne a Bussoleno, non è più compresa la realizzazione del tunnel dell’Orsiera, per cui il progetto attuale, costituito quasi esclusivamente dal tunnel di base, ha un costo stimato di 9,6 mld di euro, rivalutato al 2017. Detto costo è da ripartire tra Francia e Italia nella misura del 42,1% e del 57,9%, al netto del cofinanziamento UE che attualmente copre il 40% del costo complessivo (la maggiore quota italiana veniva giustificata dai maggiori costi a carico della Francia per la realizzazione della tratta nazionale, che in realtà oggi non risulta decisa).
Riguardo alla tratta nazionale italiana la spesa ipotizzata prevede il riuso della linea esistente (potenziata con una spesa di 1,7 mld) anziché la realizzazione della nuova linea (il cui costo ammonterebbe a 4,4 mld). Tale importo comprende il potenziamento della linea storica di valle, accessi all'interporto di Orbassano in tunnel e trincea e interventi sul nodo torinese.
Secondo RFI, detti interventi sarebbero in prima fase sufficienti a rendere "affidabile dal punto di vista dell'esercizio ferroviario" il transito di 316 treni al giorno.
Due fondamentali analisi costi benefici sono state prodotte nel 2011 e nel 2019. Entrambe si uniformano alle nuove indicazioni UE che prevedono l’adozione di tre diversi scenari di sviluppo macroeconomico. 
Nella prima analisi, prodotta da LTF, il valore attualizzato netto, nell’arco di 50 anni, risultava per lo scenario intermedio (scelto come quello di riferimento) pari a +81 milioni di euro secondo un metodo di calcolo italiano e a +1,1 miliardi di euro secondo un metodo di calcolo francese.
I principali benefici stimati dall’analisi del 2011 erano: 
1. spostamento da gomma a rotaia, all'altezza del 2035, di circa 700000 mezzi pesanti ai valichi del Frejus e del Bianco (1300000 includendo Ventimiglia);
2. 0,6 milioni di passeggeri aggiuntivi sottratti al traffico aereo;
3. benefici per gli operatori tale da bilanciare tra l'avvio dei lavori e il 2073 i costi di investimento e gestione dell'opera;
4. valore attualizzato netto che sommando agli effetti economici il valore delle esternalità si stimava di 12/15 mld di euro.[122]

L'analisi di LTF fu subito fortemente criticata soprattutto per le previsioni di aumento dei traffici, giudicate irrealistiche. Valutazione confermata dagli andamenti degli anni successivi e condivisa nel 2017 anche dall'Osservatorio che considera le vecchie stime «smentite dai fatti»..
La nuova analisi, prodotta nel 2019, segna una forte discontinuità con l'analisi del 2011, calcolando un saldo costi-benefici negativo di -7,8 miliardi nello scenario definito "realistico" (ovvero 8,7 "a costo completo") e per 6,9 in un secondo che considera la sola realizzazione del tunnel di base. Poiché lo scenario 1 è fondamentalmente costruito sui dati dell'analisi 2011 (fatta eccezione per le nuove e più realistiche previsioni di traffico), le forti divergenze si debbono soprattutto alle scelte metodologiche degli analisti. Scrive Fabio Pasquali: «In un progetto che pone come uno dei maggiori obiettivi lo spostamento modale (gomma-ferro e aria-ferro rispettivamente per merci e passeggeri) le implicazioni sono rilevanti e la scelta metodologica a favore dell'una o dell’altra posizione sposta di alcuni miliardi di euro il valore attuale netto del progetto».
La diversità di valutazione più eclatante è offerta dalla voce "surplus passeggeri e merci" che l'analisi 2011 valutava 37,8 miliardi a fronte dei 5,1 (scenario 1) o dei 2,7 (scenario 2) prospettati dalla nuova. In altre parole l'analisi 2011 computava come risparmi per i consumatori quelle che erano voci negative per lo Stato (perdita delle accise sui carburanti) e per i concessionari autostradali (mancati pedaggi). In questa prospettiva le voci benefici (dei consumatori) e costi (dei produttori) risultavano equivalenti, elidendosi. Per contro la nuova analisi ammette soltanto in parte i benefici (cosiddetta "regola della metà") non compensando la negatività dei 13,6 miliardi di accise e pedaggi venuti meno a seguito del trasferimento merci su rotaia.
L'analisi 2019 prospetta infine che senza la realizzazione della nuova infrastruttura la movimentazione su rotaia delle merci tra Francia e Italia possa essere all'altezza del 2050 pari all'8,5% del totale, contro il 50% dei valichi austriaci e il 75% di quelli svizzeri. L'obiettivo UE di spostamento dalle merci dalla gomma alla rotaia sarebbe comunque raggiunto calcolando la media di tutti i valichi, francesi, svizzeri e austriaci, prossima al 50%.
Altri analisti hanno osservato che nella valutazione d'utilità di un progetto come il tunnel di base l'analisi costi-benefici non offra valutazioni sufficienti. Ulteriori benefici o perdite potrebbero per esempio essere evidenziati da un'analisi finanziaria che metta in conto finanziamenti europei, spese già sostenute, costi di recesso. Un'analisi di sensitività più sviluppata potrebbe prospettare altri esiti conseguenti alla modifica dei valori assunti dai parametri decisionali. L'utilizzo di "modelli di traffico" potrebbe consentire previsioni di domanda e la verifica di congruenza del progetto con piani generali di mobilità.  Un'analisi d'impatto su larga scala non trascurerebbe infine i benefici globali per il corridoio mediterraneo, come le forti ricadute occupazionali o i risparmi di tempo su lunghe percorrenze.

### Tunnel geognostico di Chiomonte e problemi ambientali
A seguito della nuova soluzione progettuale, LTF inoltrava al Ministero dei trasporti il progetto di un nuovo tunnel geognostico, "sviluppato avendo come riferimento tecnico il progetto esecutivo del cunicolo esplorativo di Venaus, mantenendone gli obiettivi geognostici e l'impostazione generale, le soluzioni e le tecniche di scavo, e dal quale si differenzia essenzialmente per la diversa localizzazione dell'imbocco" ora al fondo della val Clarea nel territorio di Chiomonte. La previsione era di uno scavo profondo fino a 7500 m, opzionali dopo i primi 5765 m.
Aperto il cantiere nel giugno 2011, lo scavo in tradizionale dei primi 200 m è stato avviato il 29 settembre 2012; il successivo ha utilizzato una TBM del diametro di 6,25 m e si è svolto tra il 12 novembre 2013 e il 20 febbraio 2017, raggiungendo i 7021 m dall'imbocco, ormai in suolo francese; con sostanziale rispetto del cronoprogramma dei lavori.
Il costo dell'opera è stato di 173 milioni di euro.
Le prescrizioni CIPE hanno introdotto il concetto di "accompagnamento ambientale" con una struttura tecnica di vigilanza chiamata a "stabilire e verificare le azioni correttive a seguito di eventuali anomalie" e a "trovare soluzioni a imprevisti ed emergenze ambientali". Nel corso dello scavo di Chiomonte si sono svolte "oltre 62mila rilevazioni, eseguite da TELT sotto la supervisione dell'Agenzia regionale per la protezione ambientale (ARPA), in cui sono stati monitorati 135 parametri controllati attraverso 40 centraline posizionate in un raggio di 15 km dal cantiere, in parallelo alle 26 interne all'area dei lavori. Tra i fattori ambientali misurati sono compresi: polveri, radiazioni, amianto, acque, rumore, vibrazioni e componenti biologiche. In nessun caso sono emerse criticità di rilievo". Gli esiti del monitoraggio sono stati acquisiti da una Valutazione di impatto sulla salute (VIS), presentata il 4 maggio 2017 dal Dipartimento di Scienze della Sanità pubblica e pediatrica dell'Università di Torino, che ha rilevato "una situazione di rispetto dei valori ambientali dei diversi fattori di pressione analizzati, che risultano non modificati rispetto alla fase antecedente all'inizio dello scavo". Inferiore alle previsioni degli stessi progettisti la dispersione di acque. La Commissione tecnica per la Valutazione di Impatto Ambientale del Ministero dell'Ambiente ha infine riscontrato che "le pressioni esercitate dal cantiere sull'ambiente non hanno prodotto significative alterazioni né effetti irreversibili su nessuna delle componenti ambientali monitorate".

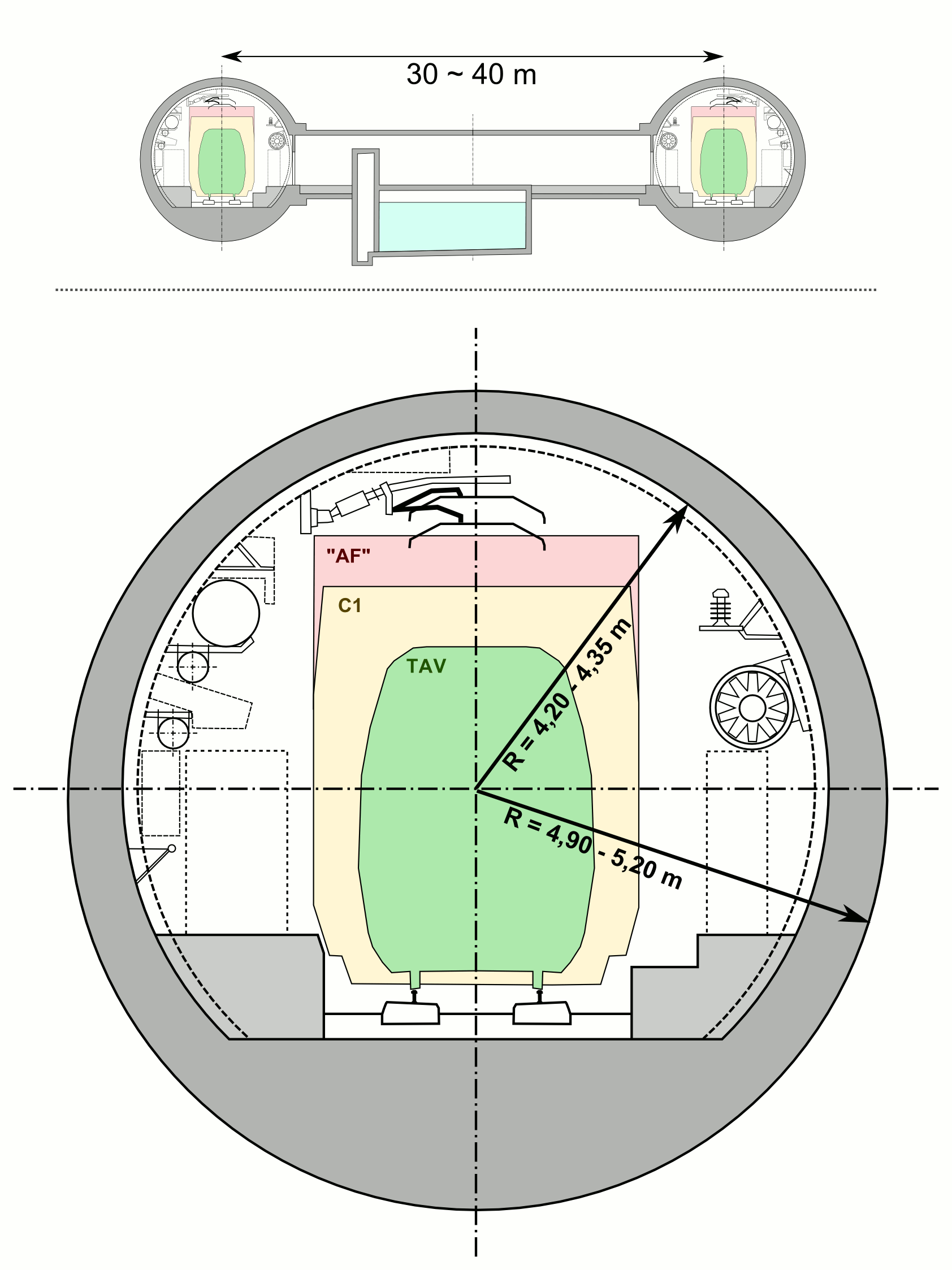
Sezione tipo delle gallerie della nuova linea.

Le misure descritte interesseranno anche lo scavo del tunnel di base, per il quale sono tuttavia previste altre criticità essendo identificata dagli studi geologici una zona di rocce amiantifere profonda circa 400 m all'imbocco italiano del tunnel; ragion per cui è prevista una modalità di lavoro in ambienti chiusi già altrove utilizzata. Lo stoccaggio dei minerali pericolosi avverrà in depositi in sotterraneo, nella stessa zona di scavo (come già avvenuto per il tunnel tra Cesana e Claviere). Relativamente allo smarino risultante dallo scavo, la Francia si farà carico della gestione di 12,8 mln/mc, l'Italia di 3,6 (di cui il 50% sarà impiegato per produrre i conci di rivestimento della galleria).

### Caratteristiche tecniche del tunnel di base
Il tunnel di base del Moncenisio, lungo 57,5 km, di cui 45 in territorio francese e 12,5 in territorio italiano, sarà costituito da due canne a singolo binario (per un totale di 162 km di gallerie fra quelle effettivamente percorse da treni e quelle di servizio), collegate da cunicoli trasversali ogni 300 metri. Le quattro discenderie già scavate con funzione geognostica consentiranno la ventilazione.
I tunnel avranno raggio interno di circa 4,20-4,35 m: a titolo di confronto il Tunnel della Manica ha un raggio di 3,80 m e cunicoli trasversali ogni 375 m.
Il tracciato sarà tendenzialmente rettilineo eliminando gli stretti raggi di curvatura della linea storica e risultando più breve di 22 km. Conformemente alla normativa europea sulle STI, la pendenza massima sarà del 12.5‰ e la sagoma GC consentirà il transito dei profili P/C 80. LTF ha stimato che ogni treno merci potrà viaggiare a massimo 120 km/h ed "essere configurato con portata (da 1.050 a 2.050 t) e lunghezza superiori (750 m) a fronte di un costo energetico molto minore con riduzione del 42% del costo di attraversamento grazie anche all'abbattimento dei costi di trazione (locomotori di rinforzo)". Con questi requisiti, di pendenza, rettilinearità e sagoma, l'opera avrà le stesse caratteristiche dei nuovi tunnel ferroviari alpini già realizzati o in corso di realizzazione in Svizzera e Austria. Nel tunnel i treni passeggeri potranno raggiungere velocità massima di 220 km orari.

### Monografie e studi citati
- Louis Besson, Le nouveau lien ferroviaire mixte transalpin Lyon-Turin, Paris, L'Harmattan, 2016.
- Mario Cavargna, No Tav. Cronaca di una battaglia ambientale lunga oltre 25 anni: 1990-2008, Napoli, Intra Moenia, 2016.
- Pasquale Cialdini, Fréjus. Storia del primo traforo delle Alpi (PDF), MIT, 2011. URL consultato il 25 aprile 2015 (archiviato dall'url originale il 16 febbraio 2017).
- Roberto Cullino e Cristina Fabrizi, La nuova linea ferroviaria Torino-Lione nell'esperienza italiana e francese, in Le infrastrutture in Italia: dotazione, programmazione, realizzazione, n. 7, Banca d'Italia, 2011,  pp. 369-396.
- Andrea Debernardi e Raffaele Grimaldi, La nuova linea Torino-Lione, in Raffaele Grimaldi (a cura di), C'è luce in fondo al tunnel? Analisi e spunti sulle politiche infrastrutturali ferroviarie alpine, Milano, Maggioli, 2012,  pp. 129-178.
- Paolo Foietta e Manuela Rocca, Le infrastrutture al tempo della crisi. Perché bisogna fare la Nuova Linea Torino-Lione, Torino, SottoSopra, 2013.
- Ires Piemonte, Processi decisionali dell'Alta Velocità in Italia, a cura di Fiorenzo Ferlaino, Sara Levi Sacerdotti, Milano, Angeli, 2004.
- Severino Grattoni e Germain Sommeiller, Relazione della Direzione tecnica alla Direzione generale delle strade ferrate dello stato, Tipografia Ceresole e Panizza, 1863.
- Gèrard Seingre, Gestion de l'amiante sur les chantiers du tunnel de base du Lötschberg, in Rendiconti della Società Geologica Italiana, 2006/3,  pp. 11-12.
- Lisa Sutto, Gli obiettivi strategici del progetto Torino-Lione letti attraverso un'analisi critica dei metodi di previsione dei traffici, in Dino Borri e Fiorenzo Ferlaino (a cura di), Crescita e sviluppo regionale: strumenti, sistemi, azioni, Milano, Angeli, 2009,  pp. 363-388.
- Angelo Tartaglia, Le ragioni di un'infrastruttura, in Luca Mercalli e Luca Giunti (a cura di), Tav-No Tav. Le ragioni di una scelta, Trieste, Scienza Express, 2015,  pp. 41-58.

### Osservatorio governativo per il collegamento ferroviario Torino-Lione
- Osservatorio per il coll. ferr. Torino-Lione, Quaderno 1 - Linea storica - Tratta di valico (PDF), maggio 2007.
- Osservatorio per il coll. ferr. Torino-Lione, Quaderno 2 - Scenari di traffico. Arco Alpino (PDF), giugno 2007.
- Osservatorio per il coll. ferr. Torino-Lione, Quaderno 3 - Scenari di traffico - Arco Alpino (PDF), dicembre 2007.
- Osservatorio per il coll. ferr. Torino-Lione, Quaderno 4 - Intermodalità. Centri d'interscambio e autostrade ferroviarie (PDF), febbraio 2008.
- Osservatorio per il coll. ferr. Torino-Lione, Quaderno 5 - Valutazione dei progetti. Esternalità e ricadute territoriali, costi e benefici, finanza di progetto (PDF), febbraio 2008.
- Osservatorio per il coll. ferr. Torino-Lione, Quaderno 6a - Territorio. Basi conoscitive (PDF), luglio 2009.
- Osservatorio per il coll. ferr. Torino-Lione, Quaderno 6b - Territorio. Nodo di Torino (PDF), luglio 2009.
- Osservatorio per il coll. ferr. Torino-Lione, Quaderno 7 - Punti di accordo per la progettazione della nuova linea e per le nuove politiche di trasporto per il territorio (PDF), luglio 2008.
- Osservatorio per il coll. ferr. Torino-Lione, Quaderno 8 - Analisi costi-benefici (PDF), giugno 2012.
- Osservatorio per il coll. ferr. Torino-Lione, Quaderno 10 - Verifica del modello di esercizio (PDF), marzo 2018. URL consultato l'8 ottobre 2019 (archiviato dall'url originale l'8 ottobre 2019).
- Osservatorio per il coll. ferr. Torino-Lione, Quaderno 11 - Contributi tecnici per una corretta valutazione economica degli interventi (PDF), novembre 2018.
- Osservatorio per il coll. ferr. Torino-Lione, Quaderni [sommario].
- Osservatorio per il coll. ferr. Torino-Lione, NLTL: la sezione transfrontaliera. Primi indirizzi per la redazione del Progetto Definitivo (PDF), 28 marzo 2012. URL consultato il 3 giugno 2012 (archiviato dall'url originale il 3 marzo 2014).
- Osservatorio per il coll. ferr. Torino-Lione, Fasizzazione del progetto della nuova linea Torino-Lione scenario 2030 – tappa 1 (PDF), giugno 2016.
- Osservatorio per il coll. ferr. Torino-Lione, Quaderno 14 – Analisi costi benefici MIT 12/2/2019. Rassegna delle valutazioni e dei commenti di accademici, tecnici ed esperti (PDF), aprile 2019.

### Altre pubblicazioni istituzionali
- Accordo tra il Governo della Repubblica Italiana ed il Governo della Repubblica francese relativo alla creazione di una Commissione intergovernativa per predisporre la realizzazione di un collegamento ferroviario ad alta velocità tra Lione e Torino, in Gazzetta Ufficiale, 15 luglio 1996,  pp. 117-120.
- Accordo tra il Governo della Repubblica Italiana ed il Governo della Repubblica francese per la realizzazione di una nuova linea ferroviaria Torino-Lione (PDF), 29 gennaio 2001.
- Accordo tra il Governo della Repubblica italiana e il Governo della Repubblica francese per la realizzazione e l'esercizio di una nuova linea ferroviaria Torino-Lione (PDF), 30 gennaio 2012.
- ARPA Piemonte, L'accompagnamento ambientale delle grandi opere. URL consultato il 23 settembre 2017 (archiviato dall'url originale il 23 settembre 2017).
- Commissione Europea, Tabella di marcia verso uno spazio unico europeo dei trasporti, 28 marzo 2011.
- Commission Mobilité 21, Pour un schéma national de mobilité durable. Rapport au ministre chargé des transports, 27 giugno 2013.
- Consiglio Europeo di Essen, Conclusioni della Presidenza, 9-10 dicembre 1994.
- COWI, Analisi degli studi condotti da LTF in merito al progetto Lione-Torino (sezione internazionale) (PDF), Direzione Generale trasporti della Commissione europea, aprile 2006.
- COWI, Stima delle potenzialità del traffico merci attraverso le Alpi. Caso specifico del nuovo collegamento transalpino Francia-Italia (PDF), Direzione Generale trasporti della Commissione europea, dicembre 2006.
- Décret du 18 décembre 2007 déclarant d'utilité publique et urgents les travaux nécessaires à la réalisation de la liaison ferroviaire Lyon―Turin entre Saint-Jean-de-Maurienne et la frontière franco-italienne.
- (EN) European Commission Directorate-General for Energy and Transportation, TEN-T priority axes and projects 2005 (PDF), luglio 2005.
- LTF, NLTL Parte comune italo francese – tratta in territorio italiano. Sintesi non tecnica, Progetto preliminare in variante (PDF), 2010.
- LTF, Dossier-de-presse (PDF), febbraio 2014.
- LTF, Planning dell'area di sicurezza della discenderia di Clarea (PDF), 2013.
- LTF, Valutazione e gestione dei rischi relativi a radioattività, gas radon, rocce amiantifere e intercettazione di acque calde (PDF), 2010.
- Parlamento e Consiglio Europeo, Decisione n. 884/2004/Ce del Parlamento Europeo e del Consiglio sugli orientamenti comunitari per lo sviluppo della rete transeuropea dei trasporti (PDF), 29 aprile 2004.
- Presidenza del Consiglio dei Ministri, Tav Torino-Lione. Domande e risposte (PDF), 8 marzo 2012. URL consultato il 23 settembre 2017 (archiviato dall'url originale il 23 settembre 2017).
- Regione Piemonte, Nuova linea Torino-Lione - Tratta nazionale - Progetto Preliminare "Cintura di Torino e connessioni alla linea Torino-Lione". Domanda di pronuncia di compatibilità ambientale (PDF), 21 aprile 2011.
- SNCF Réseau, Projet ferroviaire d'accès alpins Lyon-Chambéry-Turin, 19 giugno 2017.
- TELT, Mission. URL consultato il 23 settembre 2017 (archiviato dall'url originale il 23 settembre 2017).
- TELT, Certificazione da un terzo esterno dei costi del progetto e del promotore pubblico (PDF), 3 maggio 2016.
- TELT, Impatto zero sulle risorse idriche, 21 dicembre 2016.
- TELT, Tunnel geognostico Saint-Martin-La-Porte, 2016. URL consultato il 23 settembre 2017 (archiviato dall'url originale il 23 settembre 2017).
- TELT, Completato il cunicolo esplorativo di Chiomonte, 22 febbraio 2017.
- TELT, Presentata la VIS del cantiere di Chiomonte, 4 maggio 2017.
- TELT, Cantieri operativi della NLTL, 2017. URL consultato il 23 settembre 2017 (archiviato dall'url originale il 23 settembre 2017).
- TELT, Piano di ripristino ambientale[collegamento interrotto], 27 giugno 2017.
- (EN) Innovation and Networks Executive Agency, CEF support to Mediterranean Corridor (PDF), febbraio 2018.

### Approfondimenti
- Marco Ponti et al., Analisi costi-benefici del nuovo collegamento ferroviario Torino-Lione (PDF), Ministero Infrastrutture e Trasporti, 11 febbraio 2019.
- Pasquale Pucciariello, Relazione tecnico-giuridica (PDF), Ministero Infrastrutture e Trasporti, 5 maggio 2019.
- F. Pasquali, TAV Torino-Lione: analisi costi-benefici a confronto, in Scienza in rete, 24 marzo 2019 (archiviato il 15 aprile 2019).